# Anatom
Anatom, vaak Aneityum gespeld, is een eiland van Vanuatu, vallend onder de provincie Tafea. Het is 145 km² groot en het hoogste punt is 850 m. Anatom is het zuidelijkste eiland van Vanuatu, als de door Frankrijk voor Nieuw-Caledonië geclaimde eilanden Matthew- en Huntereiland buiten beschouwing blijven. Het eiland is gevormd door een waarschijnlijk dode stratovulkaan. De laatste uitbarsting was meer dan 11.000 jaar geleden.

## Geografie
Er komen vier soorten zoogdieren voor, alle vleermuizen: Notopteris macdonaldi, Pteropus anetianus, de Tongavleerhond (Pteropus tonganus) en Miniopterus australis.